# Olszyna I (gromada)
Olszyna I – dawna gromada, czyli najmniejsza jednostka podziału terytorialnego Polskiej Rzeczypospolitej Ludowej w latach 1954–1972.
Gromady, z gromadzkimi radami narodowymi (GRN) jako organami władzy najniższego stopnia na wsi, funkcjonowały od reformy reorganizującej administrację wiejską przeprowadzonej jesienią 1954 do momentu ich zniesienia z dniem 1 stycznia 1973, tym samym wypierając organizację gminną w latach 1954–1972.
Gromadę Olszyna I z siedzibą GRN w Olszynie (wówczas wsi) utworzono – jako jedną z 8759 gromad na obszarze Polski – w powiecie lubańskim w woj. wrocławskim, na mocy uchwały nr 19/54 WRN we Wrocławiu z dnia 2 października 1954. W skład jednostki weszła część gruntów dotychczasowej gromady Olszyna o powierzchni ca 631 ha (ca 1425 ha włączono do gromady Olszyna II) ze zniesionej gminy Olszyna w tymże powiecie. Dla gromady ustalono 27 członków gromadzkiej rady narodowej.
1 stycznia 1956 gromadę zniesiono w związku z nadaniem jej statusu osiedla o nazwie Olszyna.
31 grudnia 1959 do osiedla Olszyna włączono obszar zniesionej gromady Olszyna II w tymże powiecie. 1 stycznia 1973 Olszyna utraciła status osiedla, stając się wsią gminną w reaktywowanej w powiecie lubańskim gminie Olszyna. Dopiero 1 stycznia 2005 Olszyna otrzymała status miasta.